# Quantité de matière
En chimie ou en physique, selon le Bureau international des poids et mesures, « la quantité de matière, symbole {\displaystyle n}, d’un système est une représentation du nombre d’entités élémentaires spécifiées. Une entité élémentaire peut être un atome, une molécule, un ion, un électron, ou toute autre particule ou groupement spécifié de particules. » Il s'agit d'une grandeur physique dont l'unité correspondante dans le Système international d'unités (SI) est la mole. La quantité de matière unitaire est donc « une mole » de la matière considérée, quelle que soit cette matière. 
L'expression « quantité de matière » n'a été définie qu'en 1969. L'expression « nombre de moles », préexistante, reste correcte et est encore répandue parmi les chimistes. Le terme « quantité chimique » est également admis comme synonyme de « quantité de matière » et est utilisé dans certains ouvrages. Par ailleurs, la brochure sur le SI du BIPM, le Gold Book et le Green book de l'UICPA préconisent l'utilisation de l'expression « quantité de i » pour désigner le nombre de moles d'une substance i donnée, par exemple « quantité d'eau » pour exprimer le nombre de moles d'eau, et non pas « quantité de matière d'eau ».
La quantité de matière ne doit pas être confondue avec la masse, qui s'exprime en kilogrammes. Le rapport des deux est la masse molaire, qui peut prendre des valeurs extrêmement importantes dans le cas notamment des macromolécules.

## Appréciation de la quantité de matière

### Définition
La quantité de matière exprimée en moles se définit comme suit :
{\displaystyle n={\frac {N}{N_{\mathrm {A} }}}}
- {\displaystyle n} : la quantité de matière, exprimée en moles (mol) ;
- {\displaystyle N} : le nombre d'entités de même espèce  (molécules, ions, atomes, électrons, etc.) en jeu dans le système, qui n'a pas d'unité ;
- {\displaystyle N_{\mathrm {A} }} : la constante d'Avogadro, qui vaut 6,022 140 76 × 1023 mol−1 (valeur établie par le BIPM[6]).

La quantité de matière est une grandeur extensive, c'est-à-dire que la quantité de matière d'un système est la somme des quantités de matière sur toutes ses parties.
Fondamentalement, donc, la quantité de matière ne fait que refléter le comptage d'unités de même espèce.
L'unité naturelle de la quantité de matière est donc théoriquement l'« unité », qui est le nombre élémentaire (et minimal) ; un nombre d'entités de même espèce  (molécules, ions, atomes, électrons, etc.) devant nécessairement se traduire par un nombre entier. La division par la constante d'Avogadro ne change pas fondamentalement la situation : on pourrait tout autant considérer que la constante d'Avogadro est un des préfixes du Système international d'unités, un peu particulier en ce qu'il ne vaut pas une puissance de dix, mais ~0.6 yotta, et que la mole est une unité atypique du système imposant un facteur de conversion lorsque l'on compte ce qui se révèle être des entités de même espèce au niveau atomique.
La quantité de matière est cependant plus qu'un simple nombre, et la mole plus qu'un simple facteur de conversion, pour deux raisons. Une raison pratique, tout d'abord : pendant longtemps, le "nombre de  moles" d'une espèce chimique a pu être manipulé par les chimistes sans que le nombre d'Avogadro ne soit connu, et la nécessité  demandait de poser une constante arbitraire de conversion.
Plus fondamentalement, cette notion traduit un changement radical d'échelle : la quantité de matière est ce qui permet de faire le lien entre le niveau microscopique (l'entité comptée) et le niveau macroscopique (quantité de substance couramment manipulée en chimie, formée d'un nombre gigantesque d'entités) ; et qualitativement, le comportement d'ensemble d'une substance ne se réduit pas à la superposition des comportements individuels de ses particules constituantes. Ce très grand nombre est la première étape des trois sauts d'échelle entre l'infiniment grand et l'infiniment petit :
- un nombre de particules de l'ordre du nombre d'Avogadro représente typiquement une masse de l'ordre de quelques grammes. Un millier de {\displaystyle N_{\mathrm {A} }} est l'échelle humaine ;
- le domaine de l'échelle planétaire est un nombre d'Avogadro au-delà. Un millier de {\displaystyle N_{\mathrm {A} }} au-delà du kilogramme, la masse solaire est de l'ordre de 2 × 1030 kg ;
- l'univers dans son ensemble est encore un nombre d'Avogadro au-delà. On estime très approximativement à 1024 le nombre d'étoiles dans l'univers, en se fondant sur le décompte des galaxies et une estimation du nombre d'étoiles par galaxie.

### Quantité de matière et masse
Une mole d'atomes de carbone 12 et trois moles d'atomes d'hélium 4 contiennent le même nombre de protons, de neutrons et d'électrons, soit 6 moles de protons, 6 moles de neutrons et 6 moles d'électrons.
Or, il se trouve que la masse d'une mole de carbone 12 vaut environ 12 grammes (selon la définition de la mole valable de 1971 à 2019), alors que la masse de trois moles d'hélium 4 vaut 3 x 4,0026 = 12,007 8 grammes. Cela revient à dire qu'à l'échelle atomique, un atome de carbone 12 a une masse légèrement inférieure à celle de trois atomes d'Hélium 4, bien que l'on ait affaire dans un cas comme dans l'autre à 6 protons, 6 neutrons et 6 électrons.
Puisque des quantités parfaitement identiques de protons, de neutrons et d'électrons peuvent avoir des masses différentes selon le type d'atome auquel ils appartiennent, il s'ensuit qu'on ne peut pas assimiler tout simplement la masse à la quantité de matière.
Dans cet exemple, la différence de masse observée s'explique par la différence entre les énergies de liaison nucléaire de l'hélium et du carbone : si la masse est comprise comme une forme de l'énergie contenue dans la matière, on conçoit que des liaisons atomiques différentes utilisent des quantités différentes d'énergie et en laissent plus ou moins sous la forme de masse. Que la masse soit considérée comme une forme de l'énergie contenue dans la matière vient de la fameuse formule {\displaystyle E=m\times c^{2}}.

### Quantité de matière et masse pesante
La principale manifestation de la quantité de matière est la masse, par laquelle on la mesure. Le lien entre quantité de matière et masse est le coefficient dénommé masse molaire, qui dépend de l'espèce chimique considérée.
La masse, en tant que quantité de matière, est très fortement liée à l'un des aspects essentiels de la masse, celui de masse pesante, directement observée à travers une pesée. Par opposition à la masse inerte, qui traduit la résistance de la matière au déplacement dans un contexte dynamique, la masse pesante reflète essentiellement une qualité extensive statique de la matière.
Dans les systèmes physiques où il faut distinguer conceptuellement entre les grandeurs physiques de masse inerte et masse pesante, on peut dire schématiquement que si, dans la description du système, une grandeur physique ayant une dimension en masse peut être remplacée par une grandeur physique ayant le même comportement, mais où la masse est remplacée par la quantité de matière, alors la masse dont il s'agit est la masse pesante.

### Quantité de matière et potentiel chimique
L'autre principale manifestation de la quantité de matière est l'énergie chimique contenue dans cette quantité de matière, qui se traduit par le potentiel chimique ou par des notions dérivées. Elle est définie à une constante additive près ; il s'agit en effet plus précisément de la différence d'énergie susceptible d'être transférée par la variation d'une certaine quantité de matière d'un état chimique à un autre ou d'une phase à une autre, suivant des modalités données.
La quantité de matière ne se manifeste alors plus comme le poids de substance impliqué, mais comme la quantité de changement que cette substance est capable d'apporter au système. Exprimer ces potentiels énergétiques par rapport à la quantité de matière, et non par exemple par rapport à une pesée, rappelle que l'entité agissante est une espèce chimique et non une masse indifférenciée.

### Quantité de matière et électricité
Les entités de même espèce sont généralement des molécules chimiques, mais peuvent également être des ions, ou par extension des électrons.
La constante de Faraday traduit ce que représente une quantité de matière chargée en termes de charge électrique.

## Formules concernant les quantités de matières
La quantité de matière dénombrant des entités rationnelles chimiques ou physiques, elle peut être reliée à d'autres grandeurs en fonction de la nature ou des propriétés de ces entités.

### Lien avec la masse molaire d'une espèce
{\displaystyle n={\frac {m}{M}}}
avec :
- {\displaystyle n} : la quantité de matière exprimée en moles (mol) ;
- {\displaystyle m} : la masse de l'échantillon exprimée en grammes (g) ;
- {\displaystyle M} : la masse molaire de l'espèce qui correspond à la masse d'une mole de cette espèce, et s'exprime en grammes par mole (g mol−1).

Cette relation permet de prélever un nombre voulu de moles d'une substance sous forme solide, souvent en poudre.

### Lien avec la masse volumique d'une espèce
{\displaystyle n={\frac {\rho \,V}{M}}}
avec :
- {\displaystyle n} : la quantité de matière exprimée en moles (mol) ;
- {\displaystyle \rho } : la masse volumique exprimée en grammes par litre (g l−1) ;
- {\displaystyle V} : le volume exprimé en litres (l) ;
- {\displaystyle M} : la masse molaire de l'espèce qui correspond à la masse d'une mole de cette espèce, et s'exprime en grammes par mole (g mol−1).

Cette formule est utile pour prélever une quantité choisie de matière d'un liquide, connaissant par exemple sa densité que l'on peut relier à la masse volumique.

### Lien avec le volume molaire
{\displaystyle n={\frac {V}{V_{\mathrm {m} }}}}
avec :
- {\displaystyle n} : la quantité de matière exprimée en moles (mol) ;
- {\displaystyle V} : le volume de l'échantillon exprimé en litres (l) ;
- {\displaystyle V_{\mathrm {m} }} : le volume molaire qui correspond au volume d'une mole dans les mêmes conditions de température et de pression que celles de l'échantillon, exprimé en litres par mole (l mol−1).

Ceci est applicable aussi bien pour les gaz que pour les liquides et les solides. Le volume molaire dépend des conditions de température et de pression.

### Loi des gaz parfaits
{\displaystyle n={\frac {P\,V}{R\,T}}}
avec :
- {\displaystyle n} : la quantité de matière exprimée en moles (mol) ;
- {\displaystyle P} : la pression exprimée en pascals (Pa) ;
- {\displaystyle V} : le volume exprimé en mètres cubes (m3) ;
- {\displaystyle T} : la température exprimée en kelvins (K) ;
- {\displaystyle R} : la constante universelle des gaz parfaits (J mol−1 K−1).

Cette formule s'applique aux gaz et n'est à priori valable que dans le cadre du modèle de gaz parfait, qui reste néanmoins une bonne approximation dans de nombreux cas.

### Lien avec la concentration
{\displaystyle n=C\,V}
avec :
- {\displaystyle C} : la concentration molaire exprimée en moles par litre (mol l−1) ;
- {\displaystyle n} : la quantité de matière exprimée en moles (mol) ;
- {\displaystyle V} : le volume exprimé en litres (l).

Ceci est utilisé par exemple pour déterminer le volume d'une solution de concentration donnée pour procéder à une dilution.
La concentration molaire s'exprime en fonction de la quantité de matière et du volume.